# David Gwillim
David Gwillim (Plymouth, 15 dicembre 1948) è un attore britannico, noto principalmente per aver interpretato i ruoli del Principe Hal nell'adattamento di BBC Television Shakespeare di Enrico IV, parte I e Enrico IV, parte II, del protagonista in Enrico V (trasmesso in televisione nel 1979) e di John Bold in The Barchester Chronicles del 1982.

## Biografia
Gwillim è nato Plymouth da Jack Gwillim, anch'egli attore. Sua sorella Sarah-Jane Gwillim e il suo fratellastro Jaxon Duff Gwillim hanno, anche loro, seguito la carriera nella recitazione.
Nel 1974, Gwillim ha sposato l'attrice Lynn Dearth, morta nel 1994. Ha sposato la sua seconda moglie, Deirdra Morris, nel 1997.

## Filmografia

### Cinema
- L'isola sul tetto del mondo (The Island at the Top of the World) (1974)
- Nostradamus (1994)
- The Architect (1997)
- Do Not Disturb - Non disturbare (1999)
- Down - Discesa infernale (2001)
- Age of Heroes (2011)

### Televisione
- NET Playhouse – serie TV, un episodio (1970)
- Thirty-Minute Theatre – serie TV, un episodio (1971)
- ITV Saturday Night Theatre – serie TV, un episodio (1971)
- Investigatore offresi (Public Eye) – serie TV, un episodio (1973)
- ITV Sunday Night Drama – serie TV, un episodio (1974)
- Man in the Zoo – film TV (1975)
- Thriller – serie TV, un episodio (1975)
- General Hospital – serie TV, 2 episodi (1975)
- BBC Play of the Month – serie TV, un episodio (1975)
- Dangerous Knowledge – serie TV, 4 episodi (1976)
- Whodunnit? – serie TV, un episodio (1976)
- The Cedar Tree – serie TV, 2 episodi (1977)
- Anna Karenina – miniserie TV, 6 episodi (1977)
- Nemico alla porta (Enemy at the Door) – serie TV, un episodio (1978)
- Lillie – miniserie TV, 4 episodi (1978)
- The First Part of King Henry the Fourth, with the Life and Death of Henry Surnamed Hotspur – film TV (1979)
- The Second Part of King Henry the Fourth, including his death and the coronation of King Henry the Fifth – film TV (1979)
- The Life of Henry the Fifth – film TV (1979)
- Enrico IV, parte I (film TV, 1979)[1]
- Enrico IV, parte II (film TV, 1979)[2]
- Enrico V (film TV, 1979)[3]
- Pietro e Paolo (Peter and Paul) – film TV (1981)
- How Many Miles to Babylon? – film TV (1982)
- Something in Disguise – serie TV, 6 episodi (1982)
- The Barchester Chronicles – miniserie TV, 2 episodi (1982)
- The Citadel – miniserie TV, 5 episodi (1983)
- Le avventure di Sherlock Holmes (The Adventures of Sherlock Holmes) – serie TV, un episodio (1984)
- L'uomo invisibile (The Invisible Man) – miniserie TV, 3 episodi (1984)
- Hanlon – serie TV, 7 episodi (1985)
- A Very Peculiar Practice – serie TV, un episodio (1986)
- Bust – serie TV, un episodio (1988)
- Metropolitan Police (The Bill) – serie TV, 4 episodi (1994-2003)
- Trial & Retribution – serie TV, 3 episodi (1997-1998)
- Kavanagh QC – serie TV, un episodio (1997)
- Mr. Ma & Son – serie TV (1999)
- In Defence – serie TV, 2 episodi (2000)
- Micawber – serie TV, un episodio (2002)
- Henry VIII – film TV (2003)
- Bad Girls – serie TV, un episodio (2004-2005)